# São João de Iracema
São João de Iracema es un municipio brasileño del estado de São Paulo. Se localiza a una latitud 20º30'48" sur y a una longitud 50º21'08" oeste, estando a una altitud de 508 metros. La ciudad tiene una población de 1.780 habitantes (IBGE/2010). São João de Iracema pertenece a la Microrregión de Auriflama.

## Geografía
Posee un área de 178,6 km². 

### Hidrografía
- Río São José dos Dourados

### Carreteras
- SP-310

## Demografía
Datos del Censo - 2010
Población Total: 1.780
- Urbana: 1.452
- Rural: 328
- Hombres: 898[6]
- Mujeres: 882

Densidad demográfica (hab./km²): 9,97

## Religión
El Cristianismo está presente en la ciudad de la siguiente manera:

### Iglesia Católica
La iglesia católica del municipio forma parte de la Diócesis de Jales.

### Iglesia Protestante
En la ciudad están presentes las más diversas creencias evangélicas, principalmente pentecostales, incluidas las Asambleas de Dios de Brasil (la iglesia evangélica más grande del país), Congregación Cristiana, entre otras. Estas denominaciones están creciendo cada vez más en todo Brasil.